# Egzon Maliqaj
Egzon Maliqaj (geboren am 3. September 1991 in Suva Reka, SFR Jugoslawien, heute Kosovo) ist ein Schweizer Profiboxer kosovo-albanischer Herkunft. Er boxt in den Gewichtsklassen Superwelter- und Mittelgewicht.

## Amateurkarriere
Egzon Maliqaj begann mit neun Jahren seine Kampfkunst-Amateurkarriere. Von seinem 9. bis 16. Lebensjahr bestritt er über 150 Amateurkämpfe in den Disziplinen Sandaboxen, Kickboxen und Thaiboxen unter der Leitung seines ersten Trainers Rinaldo Di Lorenzo. Am 17. Februar 2008 bestritt Maliqaj seinen ersten Amateur-Boxkampf für die Boxschule Gebenstorf unter der Leitung von Trainer Pascal Stalder. Von 2008 bis 2017 absolvierte Maliqaj 109 Amateurkämpfe für die Boxschule Gebenstorf und das Swissboxing Team, wovon er 78 Siege und ein Unentschieden holte. In dieser Zeit wurde er vierfacher Schweizer Meister und vierfacher Deutschschweizer und Tessiner Meister und holte auch einige internationale Siege, bevor er 2018 ins Profilager wechselte.
Einer seiner grössten Erfolge war der Gewinn der Bronze-Medaille an der Uni-Weltmeisterschaft 2016 in Chiang Mai (Thailand).

## Profikarriere
Am 7. April 2018 bestritt Maliqaj seinen ersten Profikampf in der Landihalle Uster gegen den Bulgaren Zdravko Popov. Dieser Kampf wurde durch einen Mehrheitsentscheid der Punktrichter als Unentschieden gewertet. Danach gewann Maliqaj seine nächsten elf Profikämpfe in Serie, bevor er am 10. Dezember 2022 in Heilbronn gegen den in 16 Kämpfen ungeschlagenen Slawa Spomer seine erste Punkteniederlage nach 10 hart umkämpften Runden erlitt. Bei diesem Kampf ging es um den vakanten WBO-Global-Gürtel. Nach seiner ersten Niederlage kehrte Maliqaj am 24. Juni 2023 in St. Gallen wieder auf die Siegerstrasse zurück, indem er den Ungarn Ferenc Katona durch Technischen K. o. in der 4. Runde bezwang. 
Am 9. September 2023 trat er gegen den panamaischen Boxer Omir Rodriguez an und gewann den Kampf nach Punkten. Sein bisher grösster Kampf fand am 12. Dezember 2023 statt. An diesem Datum kämpfte er gegen die Nummer eins aus Serbien, Novak Radulovic, um den vakanten IBO International Titel. Maliqaj gewann diesen Kampf durch technischen Knockout (TKO) in der 9. Runde und sicherte sich somit den Titel. 
Aktuell ist Maliqaj bei Toni Barbera unter Vertrag. Die ersten 11 Profikämpfe wurde er von Pascal Stalder trainiert. Seit August 2022 trainiert er unter dem ehemaligen Profi-Boxer István Szili. 

## Leben
Maliqaj lebte in seinen ersten vier Lebensjahren in Dubrave (Kosovo), bis er und seine Familie nach Spreitenbach im Schweizer Kanton Aargau zogen. Maliqaj absolvierte nach dem Schulbesuch in Rudolfstetten-Friedlisberg eine vierjährige Lehre als Polymechaniker bei der Firma Soudronic AG in Bergdietikon.
Nach seinem erfolgreichen Abschluss 2012 absolvierte er die Rekrutenschule in Brugg, bevor er 2014 die Erwachsenen-Berufsmatura an der BSA in Aarau abschloss.
Danach studierte er Maschinenbau an der Fachhochschule Nordwestschweiz in Brugg-Windisch und erhielt 2018 den Bachelor of Science in Mechanical Engineering. Im Februar 2018 heiratete Maliqaj seine Jugendliebe Ofleije Gashi-Maliqaj, und im Mai 2018 kam ihr erster Sohn auf die Welt. Im April 2021 folgte ein zweiter Sohn.

## Erfolge

### Erfolge als Amateur
- Uni-WM, Chiang Mai: Bronze-Medaille −69 kg 2016
- Schweizermeistertitel: −69 kg, 2013/2014/2016/2017
- Deutschschweizer und Tessiner Meister: −69 kg, 2011/2013/2014/2017
- Vize-Schweizermeister: −69 kg, 2010/2011/2012
- Vize-Schweizermeister: −75 kg 2015
- Vize-Deutschschweizer und Tessiner Meister: −75 kg 2014/2015
- EUBC-Turnier, Martigny: Bronze-Medaille −69 kg 2017
- Ceinture Montana, Paris: Bronze-Medaille −69 kg 2017
- Quantaro d`Oro, Lugano: Gold-Medaille −75 kg 2017
- EUBC-Turnier, Horgen: Bronze-Medaille −69 kg 2015
- EUBC-Turnier, Wiener Neustadt: Bronze-Medaille −69 kg 2013
- EUBC-Turnier, Horgen: Bronze-Medaille −69 kg 2013
- EUBC-Turnier, Lienz: Bronze-Medaille −69 kg 2013
- Mitglied der Nationalmannschaft von 2011–2017

### Erfolge als Profi
- 16 Kämpfe: 14 Siege, 1 Niederlage und 1 Unentschieden